# Medea (Gorizia)
Medea (en friülà, Migjee) és un municipi italià, dins de la província de Gorizia. L'any 2007 tenia 945 habitants. Limita amb els municipis de Chiopris-Viscone (UD), Cormons, Mariano del Friuli, Romans d'Isonzo i San Vito al Torre (UD).

## Administració
| Període | Identitat        | Partit         |
| ------- | ---------------- | -------------- |
| 2004-   | Alberto Bergamin | Centreesquerra |